# Élisabeth Domitien
Pour les articles homonymes, voir Domitien (homonymie).
Élisabeth Domitien, née en 1925 et morte en 2005 à Bimbo, est une femme d'État centrafricaine, Première ministre de 1975 à 1976.

## Biographie

### Jeunesse
Élisabeth Domitien commence sa carrière politique dans le Mouvement pour l'évolution sociale de l'Afrique noire (MÉSAN), le seul parti politique légal de l'époque, dont elle devient vice-présidente en 1972.

### Carrière politique
Le 2 janvier 1975, le maréchal Jean-Bedel Bokassa forme un nouveau gouvernement et crée le poste de Premier ministre. Il y nomme Élisabeth Domitien. Elle est la première femme à occuper cette fonction en Afrique.
Ses relations avec Bokassa se dégradent après qu'il a commencé à évoquer la possibilité de changer les institutions en monarchie et de devenir lui-même empereur. Élisabeth Domitien rejetant ouvertement ce projet, elle est promptement écartée et son cabinet doit démissionner le 7 avril 1976.
Avec ce rejet de la monarchie de Bokassa en septembre 1979, Élisabeth Domitien est arrêtée et subit un procès avec des charges d'extorsion commises par Bokassa durant son investiture de Premier ministre.
Elle connaît une période de prison, après cela elle est interdite de politique, bien qu'elle soit devenue une figure prééminente du pays, et un acteur majeur à la fois en tant qu'ancienne femme politique, mais aussi en tant que femme d'affaires.
Elle meurt le 26 avril 2005.